# Sollevamento pesi ai Giochi della XXII Olimpiade - Pesi massimi primi
La competizione della categoria pesi massimi primi (fino a 100 kg) di sollevamento pesi ai Giochi della XXII Olimpiade si è svolta il giorno 28 luglio 1980 all'Izmailovo Sports Palace di Mosca.

## Regolamento
La classifica era ottenuta con la somma delle migliori alzate delle seguenti 2 prove:
- Strappo
- Slancio

Su ogni prova ogni concorrente aveva diritto a tre alzate. In caso di parità vinceva il sollevatore che pesava meno.

## Risultati
| Pos.    | Atleta             | Nazione          | Peso Atleta | Strappo | Strappo | Strappo | Strappo | Slancio | Slancio | Slancio | Slancio | Totale |
| Pos.    | Atleta             | Nazione          | Peso Atleta | 1       | 2       | 3       | Tot     | 1       | 2       | 3       | Tot     | Tot    |
| ------- | ------------------ | ---------------- | ----------- | ------- | ------- | ------- | ------- | ------- | ------- | ------- | ------- | ------ |
| Oro     | Ota Zaremba        | Cecoslovacchia   | 99,15       | 175,0   | 180,0   | 180,0   | 180,0   | 205,0   | 210,0   | 215,0   | 215,0   | 395,0  |
| Argento | Igor' Nikitin      | Unione Sovietica | 99,25       | 167,5   | 175,0   | 177,5   | 177,5   | 210,0   | 215,0   | 220,0   | 215,0   | 392,5  |
| Bronzo  | Alberto Blanco     | Cuba             | 98,15       | 167,5   | 172,5   | 175,0   | 172,5   | 207,5   | 212,5   | 220,0   | 212,5   | 385,0  |
| 4       | Michael Hennig     | Germania Est     | 98,35       | 165,0   | 170,0   | 170,0   | 165,0   | 212,5   | 217,5   | 222,5   | 217,5   | 382,5  |
| 5       | János Sólyomvári   | Ungheria         | 98,25       | 175,0   | 175,0   | 180,0   | 175,0   | 205,0   | 205,0   | 212,5   | 205,0   | 380,0  |
| 6       | Manfred Funke      | Germania Est     | 98,65       | 170,0   | 175,0   | 175,0   | 170,0   | 207,5   | 212,5   | 212,5   | 207,5   | 377,5  |
| 7       | Anton Baraniak     | Cecoslovacchia   | 98,90       | 160,0   | 160,0   | 165,0   | 165,0   | 210,0   | 217,5   | 217,5   | 210,0   | 375,0  |
| 8       | László Varga       | Ungheria         | 97,15       | 167,5   | 172,5   | 175,0   | 172,5   | 195,0   | 200,0   | 200,0   | 195,0   | 367,5  |
| 9       | Michael Persson    | Svezia           | 97,90       | 152,5   | 157,5   | 160,0   | 160,0   | 192,5   | 197,5   | 200,0   | 200,0   | 360,0  |
| 10      | Pekka Niemi        | Finlandia        | 99,35       | 150,0   | 155,0   | 155,0   | 155,0   | 192,5   | 192,5   | 207,5   | 192,5   | 347,5  |
| 11      | John Burns         | Gran Bretagna    | 99,80       | 157,5   | 157,5   | 162,5   | 157,5   | 180,0   | 190,0   | 190,0   | 180,0   | 337,5  |
| 12      | Birgir Borgþórsson | Islanda          | 95,95       | 142,5   | 147,5   | 150,0   | 147,5   | 182,5   | 187,5   | 187,5   | 182,5   | 330,0  |
| 13      | Omar Jusufi        | Algeria          | 98,55       | 132,5   | 132,5   | 140,0   | 140,0   | 172,5   | 180,0   | 185,0   | 180,0   | 320,0  |
| 14      | Addison Dale       | Zimbabwe         | 91,35       | 100,0   | 105,0   | 105,0   | 100,0   | 125,0   | 130,0   | 130,0   | 125,0   | 225,0  |
| -       | Plamen Asparuhov   | Bulgaria         | 99,60       | 170,0   | 175,0   | 175,0   | 170,0   | 205,0   | 205,0   | 205,0   | -       | DNF    |
| -       | Raef Ftouni        | Libia            | 96,40       | 132,5   | 132,5   | 140,0   | 140,0   | 170,0   | 170,0   | 170,0   | -       | DNF    |
| -       | Franz Strizik      | Austria          | 98,55       | 155,0   | 155,0   | 155,0   | -       | -       | -       | -       | -       | DNF    |
| -       | Michel Broillet    | Svizzera         | 95,10       | -       | -       | -       | -       | -       | -       | -       | -       | DNS    |